# Trathala noxiosa
Trathala noxiosa är en stekelart som först beskrevs av Morley 1913.  Trathala noxiosa ingår i släktet Trathala och familjen brokparasitsteklar.

## Underarter
Arten delas in i följande underarter:
- T. n. nigrescens
- T. n. himalayana